# Ak Saray
Ak Saray (o Aq Saray, letteralmente il palazzo bianco; Oqsaroy in uzbeco) è un sito archeologico situato nell'attuale Uzbekistan, Shakhrisabz. Il palazzo è stato realizzato all'inizio del periodo timuride, tra il 1380 e il 1396 e il 1404, sotto il regno di Tamerlano. Nel 2000 il palazzo è stato dichiarato patrimonio UNESCO.

## Il palazzo
Il palazzo è oggi in rovina. Rimane un enorme portale, inizialmente alto 71 metri, fiancheggiato da due torri cilindriche che poggiano su basi ottagonali e attualmente misurano 44 metri. La volta crollata, larga 22,5 metri, era la più grande dell'Asia centrale. Sappiamo che gli elementi descrittivi originali, di una storia pervenutaci ai giorni nostri, dello spagnolo Ruy González de Clavijo, nominato ambasciatore di Tamerlano nel 1403. In questa storia, in particolare si stima che dietro il cancello vi fosse un cortile con uno stagno, ricoperto di piastrelle bianche, di circa 100 m², circondato da archi decorati.
Il portale è stato ricoperto con decorazioni in piastrelle di ceramica, oggi parzialmente visibili, alcune riproducono i nomi di Allah e Maometto in caratteri cufici. La funzione di questo portale si presta a entrambe le interpretazioni di seguito le due vecchie descrizioni dobbiamo: secondo Clavijo, è stato il portale d'ingresso del palazzo; da Babur, prima del suo lavoro Baburnama, sarebbe l'Iwan dove Tamerlano teneva le sue audizioni.
Le imponenti dimensioni del palazzo sono caratteristica della politica dell'architettura dell'epoca timuride: un'iscrizione sul portale dice "Se avete dei dubbi sul nostro potere, guardate i nostri edifici", aveva lo scopo di impressionare i visitatori stranieri.
Il palazzo è stato distrutto nel XVI secolo dall'emiro di Bukhara Abdullah Khan II.

## Galleria d'immagini

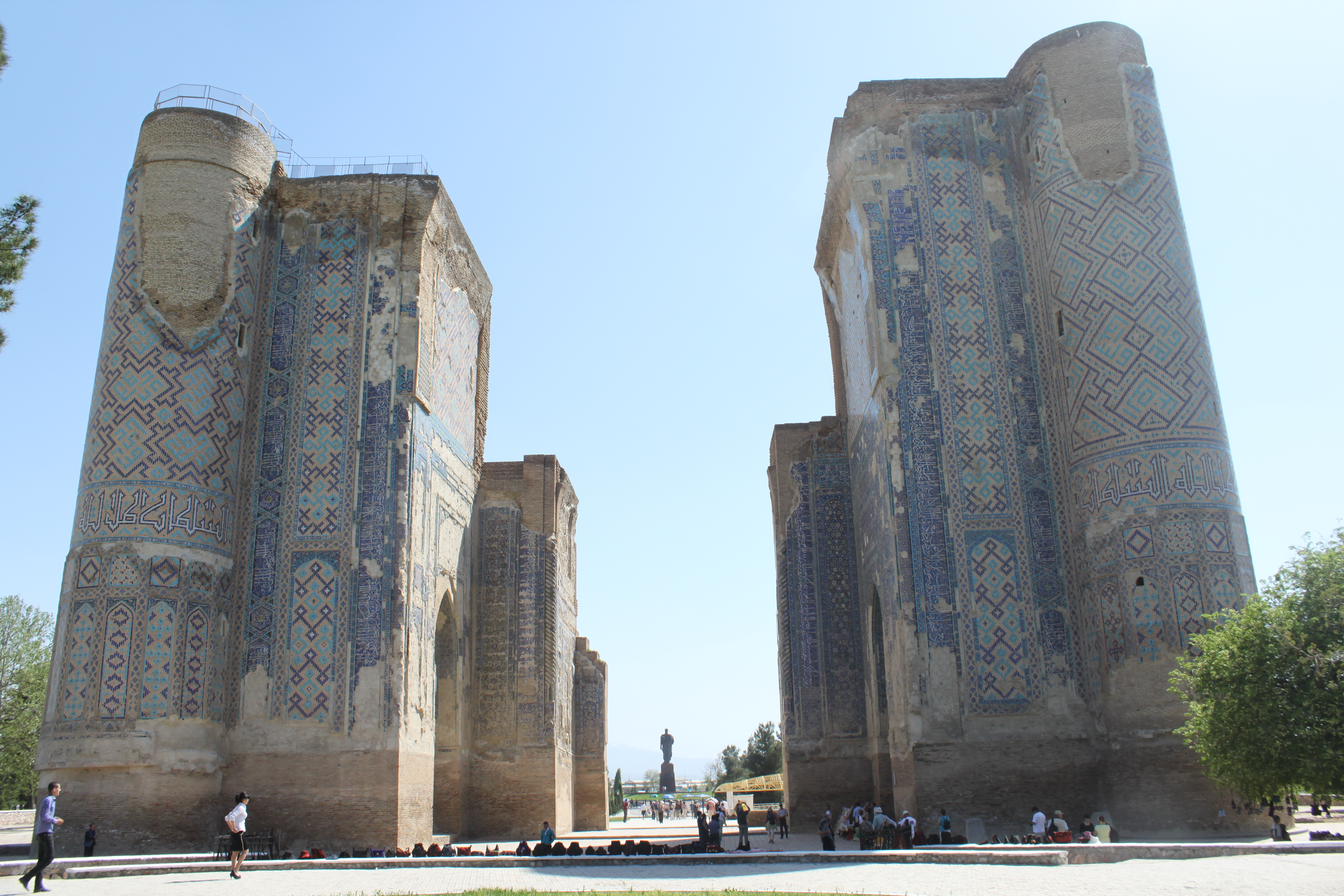
Veduta dell'Ak Saray.
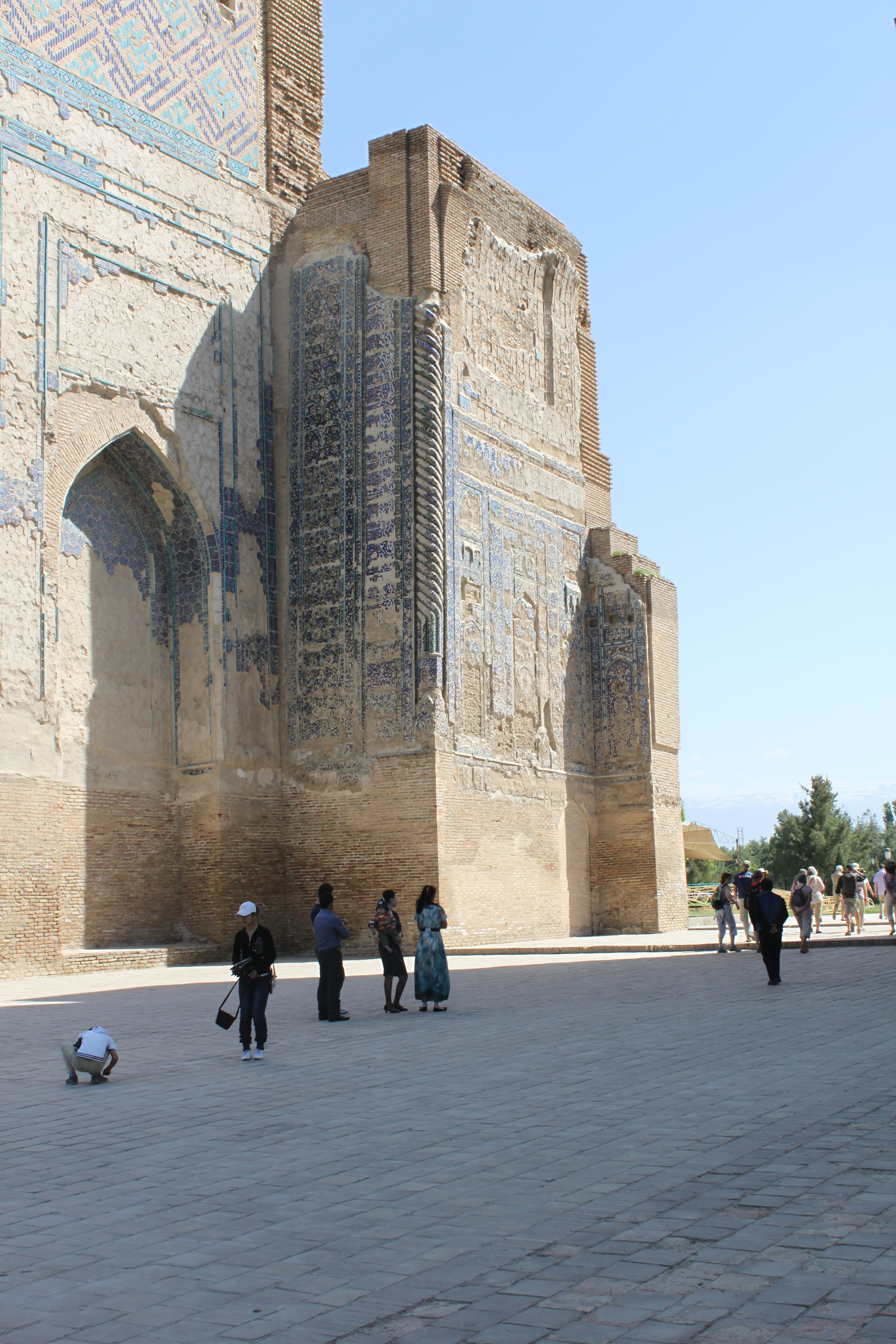
Veduta dell'Ak Saray.
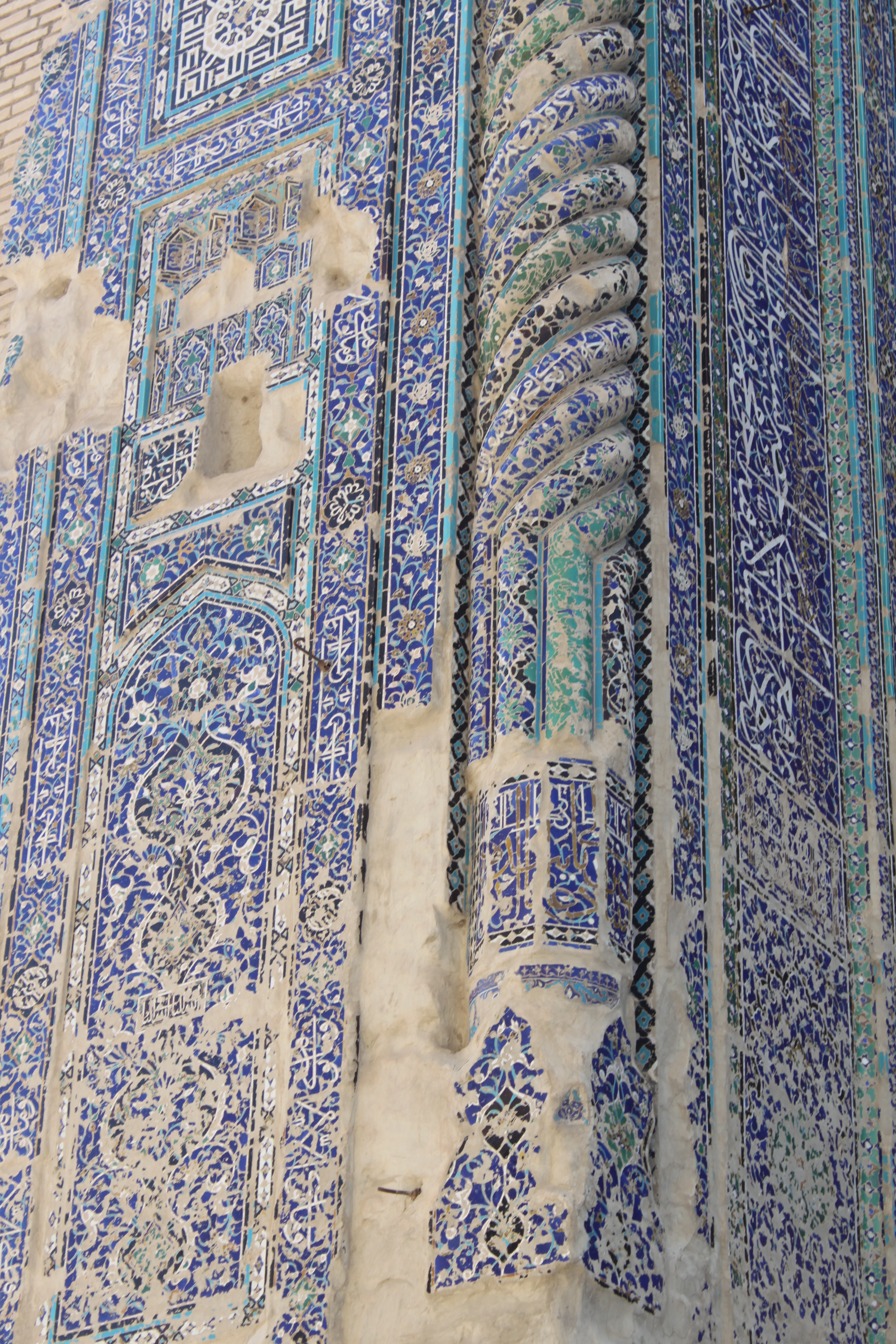
Veduta dell'Ak Saray (dettaglio).
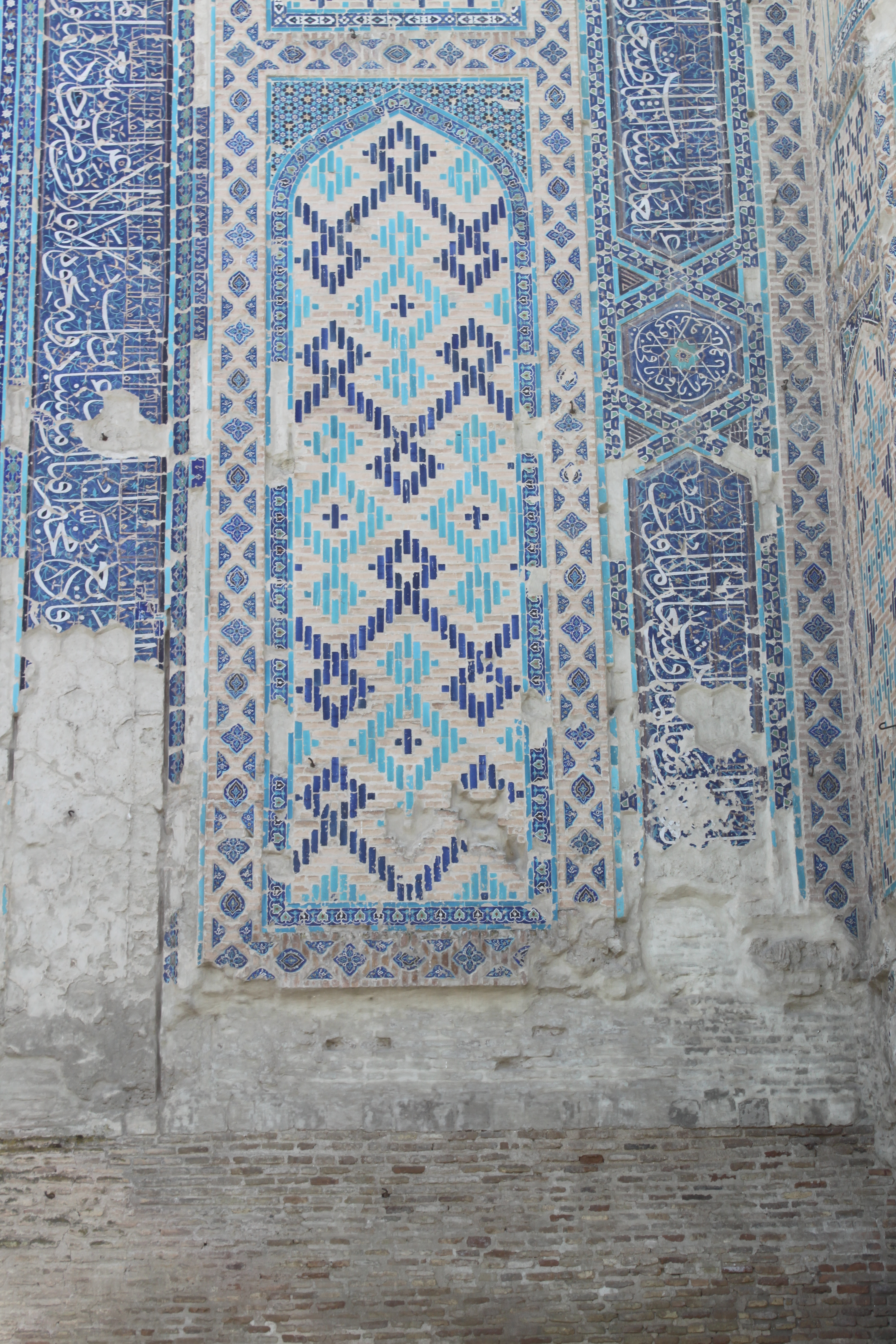
Veduta dell'Ak Saray (dettaglio).